# Dekanat Solina
Dekanat Solina – dekanat w archidiecezji przemyskiej, w archiprezbiteracie bieszczadzkim.

## Historia
Dekanat Solina został utworzony 12 listopada 2001 roku dekretem abpa Józefa Michalika z wydzielonego terytorium dekanatu leskiego (8 parafii) i dekanatu ustrzyckiego (parafia Łobozew Górny).

## Parafie
- Berezka – pw. Wniebowzięcia Najświętszej Maryi Panny
  - Bereżnica Wyżna – kościół filialny pw. Narodzenia Najświętszej Maryi Panny
  - Wola Matiaszowa – kościół filialny pw. św. Józefa
- Bóbrka – pw. Najświętszego Serca Pana Jezusa (Pallotyni)
  - Orelec – kościół filialny pw. św. Józefa
  - Solina – kościół filialny pw. św. Piotra i Pawła
- Górzanka – pw. Wniebowstąpienia Pańskiego
- Łobozew Górny – pw. Najświętszego Serca Pana Jezusa
  - Teleśnica Oszwarowa – kościół filialny pw. Matki Bożej Częstochowskiej
- Myczkowce – pw. Matki Bożej Częstochowskiej
  - Zwierzyń – kościół filialny pw. św. Jana Chrzciciela
- Myczków – pw. Matki Bożej Nieustającej Pomocy
- Polańczyk – pw. Najświętszej Maryi Panny Królowej Polski
- Uherce Mineralne – pw. św. Stanisława Biskupa
  - Rudenka – kościół filialny pw. Matki Bożej Nieustającej Pomocy
- Wołkowyja – pw. św. Maksymiliana Marii Kolbego
  - Bukowiec – kościół filialny pw. bł. Karoliny Kózki
  - Rajskie – kościół filialny pw.św. Rafała Kalinowskiego
  - Terka – kościół filialny pw. Matki Bożej Szkaplerznej
  - Werlas – kościół filialny pw. bł. Achillesa Puchały
  - Werlas-Cypel – kościół filialny pw. św. Jana z Dukli (sezon letni)
  - Zawóz – kościół filialny pw. Najświętszej Maryi Panny Matki Kościoła

## Zgromadzenia zakonne
- Bóbrka – xx. Pallotyni (1975)